# Ландсбанки
Landsbanki, также известный как Landsbankinn (буквально «национальный банк») — бывший исландский коммерческий банк (здесь называется «New Landsbanki»), был одним из крупнейших исландских коммерческих банков, который потерпел крах в ходе исландского финансового кризиса 2008—2011 годов, когда его дочерняя компания спровоцировала спор Icesave. 7 октября 2008 года Исландский орган финансового надзора взял под свой контроль Landsbanki и создал новый банк для всех внутренних операций под названием Новые Ландсбанки (новые Ландсбанки) для того, чтобы местный банк мог продолжать функционировать, новый банк продолжал работать под названием Landsbanki в Исландии.
До своего банкротства банк был одним из крупнейших исландских банков с активами в 3,058 млрд исландских крон в декабре 2007 года и рыночной капитализацией в 383 млрд исландских крон. Он действует с 1885 года и сыграл важную роль в экономическом развитии бизнеса и промышленности в Исландии. С 1927 по 1961 год банк действовал как центральный банк, пока его не заменил Центральный банк Исландии, хотя этот интерес был в основном направлен на выпуск банкнот, а не на денежно-кредитную политику. Банк принадлежал государству и был поэтапно приватизирован в период с 1998 по 2003 год.
Landsbanki позиционировал себя как основного поставщика общих и специализированных финансовых услуг в Исландии для частных лиц, юридических лиц и учреждений. Банк обладал самой разветвлённой филиальной сетью в стране, насчитывающей 40 отделений и филиалов. В конце 2006 года Landsbanki обеспечивал около 40 % корпоративного кредитования в Исландии, и для примерно 60 % компаний, зарегистрированных на Исландской фондовой бирже OMX, Landsbanki был их основным банком или одним из двух банков, с которыми они вели бизнес. Ведущий поставщик услуг по слияниям и поглощениям, деривативам, акциям и фиксированным доходам.
Компания начала экспансию за рубеж в 2000 году благодаря ряду приобретений и органическому росту, расширение привело к созданию дочерней компании Icesave в 2006 году, что в конечном итоге решило её судьбу.